# Carex zuluensis
Carex zuluensis är en halvgräsart som beskrevs av Charles Baron Clarke. Carex zuluensis ingår i släktet starrar, och familjen halvgräs. Inga underarter finns listade i Catalogue of Life.